# Rauscedo
Rauscedo (in friulano Rauseit o Roseit pronuncia Rausèit o Rosèit) è una frazione del comune italiano di San Giorgio della Richinvelda, in Friuli-Venezia Giulia. 
Piccolo paese famoso in tutto il mondo per la produzione della barbatella da vite (Vitis vinifera). Secondo i dati reperibili dal sito ufficiale della C.E.I., il paese conta 1 402 abitanti.

## Storia
Il documento più antico su Rauscedo è datato all’anno 1123 che fa risalire l’origine dell’abitato ai primi anni dopo il Mille. Nacque accanto al letto del Meduna un torrente che nasce dalle Dolomiti friulane. Il suo nome comparve per la prima volta fra i possedimenti dei monasteri carinziani di San Michele di Millstatt e di San Paolo in Lavanthal e appartenne all’antichissima pieve di San Giorgio (Plebem S. Georgei).
L’etimologia del nome “Rauscedo” riporta a due diverse interpretazioni. Secondo la prima il nome deriva da “rausea” che nel basso latino significa “canna” o “canneto”. La seconda, invece, legata alla prima da un medesimo nesso topografico, deriva dalla composizione dei nomi “rau” (“orrido”) e “seeder” (“stagno”). Tuttavia, esiste una terza interpretazione, non avvalorata però dagli studi scientifici ufficiali, secondo la quale Rauscedo deriverebbe dal latino medioevale “rauscedo” col significato simile di "ruscello" e indicante perciò una zona acquitrinosa o vicina a un corso d’acqua. La zona, dove è sito il paese, è infatti di origine paludosa. Il corso del torrente Meduna scorreva un tempo vicino all’abitato e spesso nelle sue piene straripava inondando le case.
Studi più recenti però sembrano convalidare ricerche precedenti, secondo le quali l’origine dell’abitato di Rauscedo è anteriore all’anno 762. In quell'anno fu redatta la Charta donationis atque definitionis, documento il cui originale non è mai stato ritrovato ma del quale esiste una copia ossia una pergamena risalente al XII secolo: l'apographum vetustissimum, oggi depositata presso l’Archivio di Stato di Venezia. Nella Charta è trascritto un elenco di donazioni e di paesi. L’interpretazione dei loro nomi riportati è piuttosto oscura e in molti passi incerta. Il nome che si riferisce a Rauscedo (come anche il vicino paese di Domanins) potrebbe essere contenuto nel passo seguente: “…et terras, et vineas vel prata quod habemus in Daunino (Domanins, nda) … casas in Ramaceto (Rauscedo, nda)”.
Dal 1077 Rauscedo divenne parte del Patriarcato di Aquileia dal punto di vista civile, dalla Diocesi di Concordia da quello spirituale. Sin dal XIII secolo la giurisdizione era esercitata dai signori di Spilimbergo che detenevano la potestà civile e criminale. Inoltre, avevano qui i loro possedimenti anche il monastero di St. Paul in Lavanthal e i signori di Porcia.
Nel 1420, la Patria del Friuli passò sotto la giurisdizione della Repubblica di Venezia. I conti di Spilimbergo mantennero i propri privilegi e i possedimenti aderendo ai patti di dedizione o di fedeltà con il governo della Serenissima.
Nella suddivisione amministrativa e negli ordinamenti comunali di epoca napoleonica, Rauscedo fu collocata nel comune di San Giorgio della Richinvelda o “San Giorgio al Tagliamento”, secondo la vecchia dizione (1811), la quale unità entrò a far parte del Regno d’Italia di Vittorio Emanuele II di Savoia (1866).
Rauscedo e Domanins compongono assieme le parrocchie della Richinvelda occidentale. Fino al 1479 la cura delle anime era affidata ad un unico parroco per entrambe le comunità. All’epoca Rauscedo era una semplice Curazia, nel 1894 divenne Curazia Indipendente e, infine, nel 1957, con don Giovanni delle Vedove (1899-1976), divenne Parrocchia consacrata alla Beata Vergine Maria. Dal 2001, Rauscedo e Domanins tornarono ad essere amministrate da un unico sacerdote con don Danilo Olivetto (1947-2017).
Nel 1933 a Rauscedo nacquero i Vivai Cooperativi di Rauscedo, la più grande società cooperativa al mondo per la produzione della barbatella da vite.

## Monumenti e luoghi d’interesse

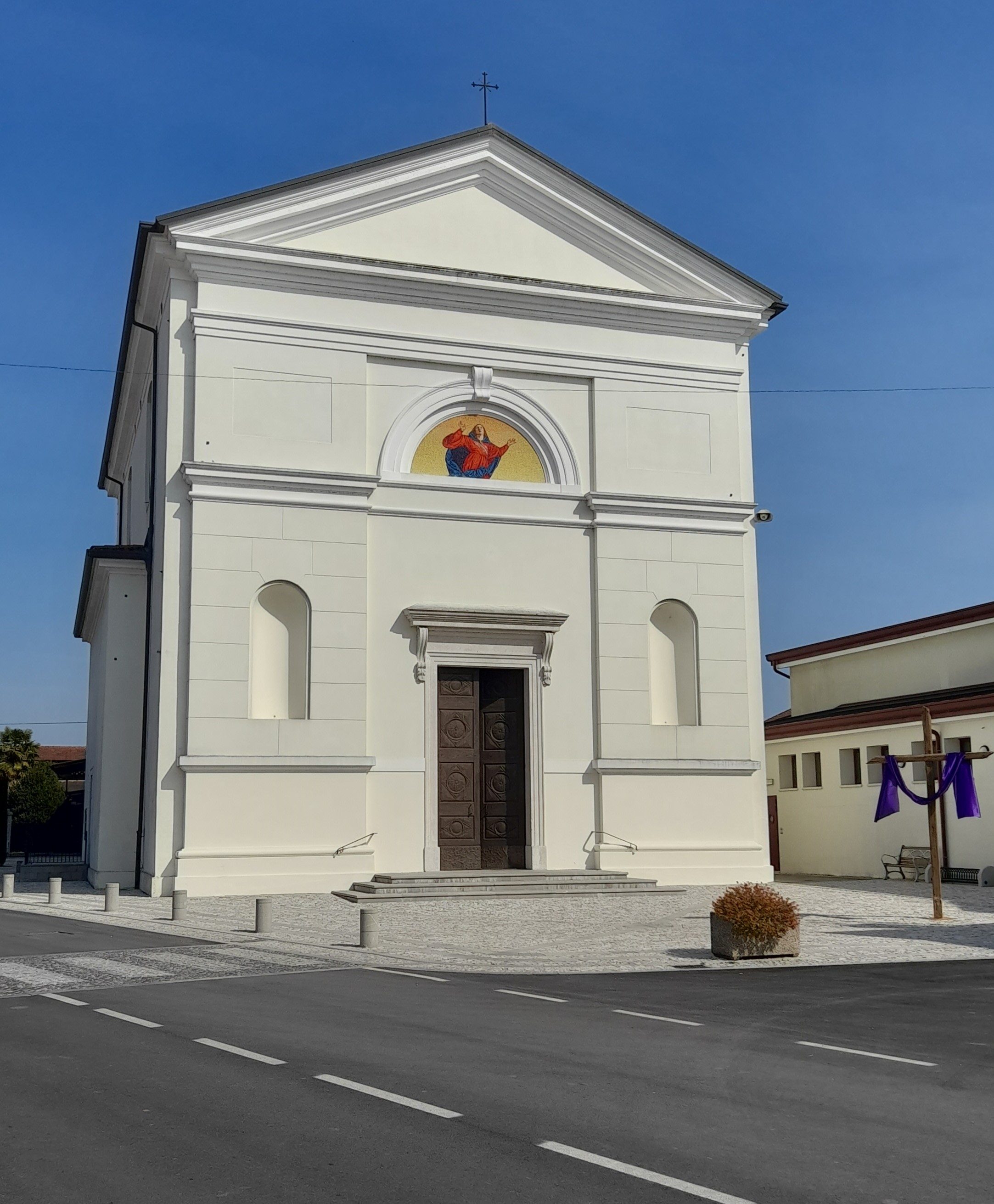
Chiesa arcipretale di S. Maria e S. Giuseppe

### Architetture religiose
- Chiesa arcipretale di Santa Maria e San Giuseppe.  Chiesa principale della parrocchia, chiude via della Chiesa e apre con l’ingresso principale la via Borgo Meduna. Fu costruita negli anni 1845 – 1850 dall’impresa Costantini di Castions di Zoppola in sostituzione della più antica chiesa di S. Maria su progetto dell’architetto veneziano Francesco Lazzari. Di stile neoclassico essa conserva il tabernacolo e altare di S. Giuseppe provenienti dall’antica chiesa di S. Maria. La chiesa conserva alcuni pregevoli dipinti, fra i quali: la pala dell’Incoronazione della Vergine. Visitazione e donatore di Matteo Ingoli; la Natività di Angiolo D’Andrea; il Transito di S. Giuseppe dipinto ad olio attribuito secondo alcuni al pordenonese Michelangelo Grigoletti, mentre secondo altri a Luigi Nono.
- Primitiva chiesa parrocchiale di Santa Maria (? – 1846). Oggi scomparsa la chiesa madre si trovava nell’attuale cimitero e fu nominata per la prima volta nel 1361. Una citazione di fonti tardo medioevali recita così: “La chiesa è di una discreta antichità; è fornita di battistero e di cimitero”. I documenti non ci dicono molto su questo edificio di culto ma la tradizione, però, vorrebbe che essa fosse stata dedicata all’Assunta in Cielo. Nel 1778 fu rifatto completamente il campanile come risulta dal verbale di vicinia del 1773 e da altri documenti. Nel 1788 fu rifatto il tabernacolo dell’altare maggiore dal lapicida Pietro Pischiutta (o Peschiutta) di Gemona. Fu demolita nel 1846 e il materiale fu usato per la costruzione della chiesa arcipretale attuale.
- Chiesetta di San Giovanni Battista. Sita in via S. Giovanni fu costruita nel 1677 dalla illustre famiglia D’Agostinis nel giardino della propria villa, il tempietto fungeva da oratorio e da tomba di famiglia. Fu amministrata, per volontà dei D’Agostinis e dei loro discendenti dalla parrocchia di Domanins. In seguito alla rettifica dei confini parrocchiali (1949) un decreto vescovile attribuì alla Curazia di Rauscedo la cura e la manutenzione della chiesetta nonché l’uso liturgico per tutti i giorni dell’anno (escluso quello della festa del Santo) e per la seconda rogazione, mentre la proprietà e gli altri diritti rimanevano alla parrocchia di Domanins (1950). Nel gennaio 1994, la diocesi attribuì alla parrocchia di Rauscedo la proprietà e tutti i diritti liturgici e di culto sull'edificio.[2]
- Chiesetta del Sacro Cuore. Il piccolo tempio si trova in una laterale di via dell’Agricoltura (in fondo alla via Borgo Meduna e alle spalle del camposanto). La chiesetta è stata voluta da Padre Giovanni D’Andrea, salesiano, missionario nell’America del Sud e originario di Rauscedo. Fu costruita nel 1954 dalla famiglia D’Andrea Natale. Nel 2005, la viuzza laterale che affianca la chiesetta è stata battezzata via Padre Giovanni D’Andrea.
- Chiesetta della Beata Vergine del Carmelo. Inaugurata nel 1967 per iniziativa del rauscedese Venanzio Fornasier, si trova nel cortile della Scuola dell’Infanzia “Immacolata Concezione”.

### Architetture civili
- Villa Crovato (già Villa D’Agostinis). L’edificio si trova in piazza delle Cooperative. L'illustre famiglia D’Agostinis (detta anche D’Agostini, D’Agostin o Di Agostino) costruì nel Seicento il proprio palazzo nell’attuale piazza delle Cooperative con annessa la chiesa gentilizia dedicata a S. Giovanni Battista (1677) quale oratorio e tomba di famiglia e un grazioso parco con laghetto. Sul portale in pietra dell’abitazione si legge ancora: “1699/DI 12 MAGIO/P.M. AG/GUSTI/NI”. Al suo interno, lato cortile, sulla chiave dell’arco in pietra si nota la data “1665”. Sull’altare della chiesetta si nota la data “1677”. Dal casato dei D’Agostinis nacquero molti uomini illustri: notai, cancellieri, sacerdoti. Nella chiesetta del Battista sono conservate le salme dei sacerdoti Don Giovanni Maria e Don Ottaviano. Esiste tuttavia un’ipotesi secondo la quale, in questo luogo di transito, la chiesetta fosse stata costruita in passato da una comunità di frati che aveva istituito nell’edificio dell’attuale villa un piccolo monastero facente parte di un grande convento austriaco. Nel chiostro del monastero sarebbe stata eretta la chiesetta di campagna dedicata a San Giovanni. Tale chiesetta sarebbe stata costruita proprio sul confine tra le comunità di Rauscedo e Domanins quasi a voler soddisfare le necessità spirituali di entrambe le popolazioni.[3] Oggi la villa è proprietà della famiglia Crovato, originaria di Rauscedo.

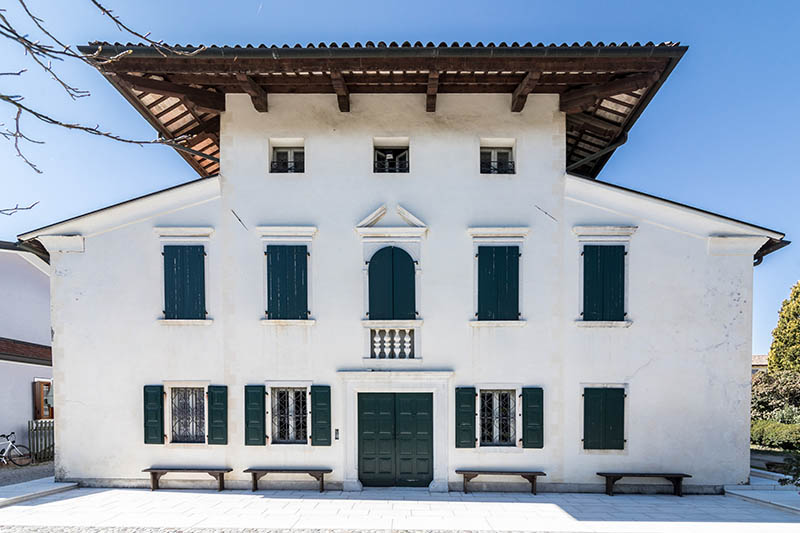
Villa D'Andrea

- Villa D’Andrea (già Villa dei conti Stella). Villa D'Andrea Sita in una stradina privata di piazza delle Cooperative, Villa D’Andrea fu costruita a Rauscedo dalla dinastia degli Stella. Di provenienza bergamasca, questa nobile famiglia arrivò in Friuli intorno alla prima metà del Cinquecento e si stabilì a Spilimbergo. Santo Giusto Stella arrivò a Rauscedo dopo aver acquisito l’infeudazione di alcuni beni dai Villabruna e fece edificare la villa probabilmente verso la fine del XVI secolo. Figli di Santo Giusto furono Carlo e Giuseppe con i quali si estinse la dinastia. L’attuale costruzione, probabilmente eretta su una precedente pianta più antica, presenta le caratteristiche architettoniche delle case di villeggiatura venete tipiche di fine Settecento. Tuttora è incerta la data di costruzione dell’edificio che compare nel catasto napoleonico nell’anno 1806 come proprietà dei conti Stella e che fu acquistata in seguito dal pittore rauscedese Jacopo D’Andrea (1819-1906). L’artista ebbe un’unica figlia, Ada, che in seguito venderà la villa. Il catasto austriaco del 1857 riferisce i nomi di Francesco e Angelo D’Andrea fu Sante quali proprietari. Il 23 settembre 2017 l'associazione Radici del vino, in collaborazione con l'amministrazione comunale, celebrarono all'interno di Villa D'Andrea il centesimo anniversario del primo innesto della barbatella da vite.

### Scuole e teatri
- Scuola dell’Infanzia Immacolata Concezione. Frutto di una donazione alla parrocchia del 24 marzo 1953 da parte dei fratelli Luigi e Silvio Fornasier, la scuola materna di Rauscedo iniziò la sua attività nel 1954 retta dalle Suore Francescane Missionarie del Sacro Cuore. Abitazione rurale costituita da tre piani con annesso solaio, l’edificio ospita la residenza delle suore con le camere, la cucina, la mensa e le aule per i bambini. E' provvista anche di un lungo fabbricato limitato al solo piano terra con le aule per i bimbi suddivisi in grandi, medi e piccoli, un dormitorio e altre stanze. Nel 1975, un decreto di Monsignor Abramo Freschi elevò formalmente l’asilo di Rauscedo a “Ente giuridico Scuola Materna dell’Immacolata Concezione”. La scuola si trova in via del Poligono n. 1.
- Teatro parrocchiale don Giovanni Bosco. Adiacente alla chiesa parrocchiale, sorto come oratorio e cinema parrocchiale dedicato a don Bosco, fu poi restaurato come teatro, luogo di assemblee parrocchiali e conferenze per la popolazione.
- Sede delle associazioni (già Scuola Elementare G. Pascoli). L’edificio situato in via Udine n. 19 era un tempo la sede della Scuola Elementare Giovanni Pascoli inaugurata il 4 ottobre 1956. Con gli anni duemila è diventata la Sede delle associazioni del paese.

### Altro
- Biblioteca del vino. Inaugurata il 13 aprile 2019 dall’Associazione Radici del vino e dall’amministrazione comunale la biblioteca ha la sede in un’aula delle ex scuole elementari G. Pascoli. Dispone di un patrimonio librario di varie pubblicazioni tra guide, volumi monografici, descrizioni tecniche e documenti riguardanti la viticoltura e il vino.
- Monumento alle donne cadute nel lavoro dell’agricoltura. Inaugurato il 13 giugno 2021 dall’amministrazione comunale, il monumento è collocato in via della Chiesa nel luogo dove un tempo sorgeva il vecchio lavatoio, ossia dove le donne passavano una buona parte del loro tempo a pulire i panni per la famiglia e per i mariti che lavoravano al campo. Accanto al lavatoio c’era una pietra che fungeva da panca sulla quale le donne passavano il loro tempo libero conversando e scambiandosi pensieri, problemi, emozioni e paure.
- Tomba della famiglia Goi. Il progetto di questo sepolcro, situato nel camposanto del paese, nasce da un’idea dell’artista richinveldese Nane Zavagno sviluppata poi dall’architetto Rinaldo Melchiorre. I fratelli Goi, artisti e scultori, hanno scelto il camposanto di Rauscedo perché paese di origine della madre Ersilia Fornasier. Il loro padre Aldo Goi era nato a Ingolstadt-Germania da genitori di origini carniche. Il muro del cimitero che fa da sfondo è stato con saggezza trasformato e reso simile alla pietra di cava attraverso una semplice lavorazione obliqua a scalpello. La tomba ha ricevuto la segnalazione al Premio di Architettura della Città di Oderzo.
- Tomba di Angiolo D’Andrea. Nel camposanto si trova il sepolcro di Angiolo D’Andrea (1880-1942), illustratore e pittore di avanguardia natio di Rauscedo e milanese di adozione.
- Antica Osteria "Il Favri". Sorta nel 1865, prima di diventare ristorante fu osteria, laboratorio di fabbro, negozio di alimentari e beni coloniali. Fu Leandro Fornasier di Rauscedo, che gestì il locale per qualche decennio (fino al 1993), a creare la tipologia del “cabaret agricolo”, luogo di consumo e aggregazione sociale per contadini con eventi di vario tipo, come i giochi di carte, le gare di bocce, la musica con il canto, la lettura di poesie e al racconto di aneddoti, sia di svago sia di impegno, che spaziavano dalla politica, alla letteratura, all’arte. Oggi è un ristorante molto rinomato in tutta Italia.

## Economia
“piccolo paese di rara operosità”

### Le cooperative
L’economia di Rauscedo è caratterizzata dalla presenza di varie realtà cooperative del settore della e produzione agricola e della vendita dei prodotti, della distribuzione alimentare e dello sport. In ordine cronologico: Vivai Cooperativi Rauscedo (1933); Associazione Sportiva V.C.R. (1946); Cooperativa di consumo e bar tabacchi (1949); Cantina Sociale Rauscedo (1951); Stalla Sociale fra vivaisti (1965); V.C.R. Research Center (2019) (già Centro Sperimentale Casa 40, 1972); Friulkiwi (1984).

### La barbatella

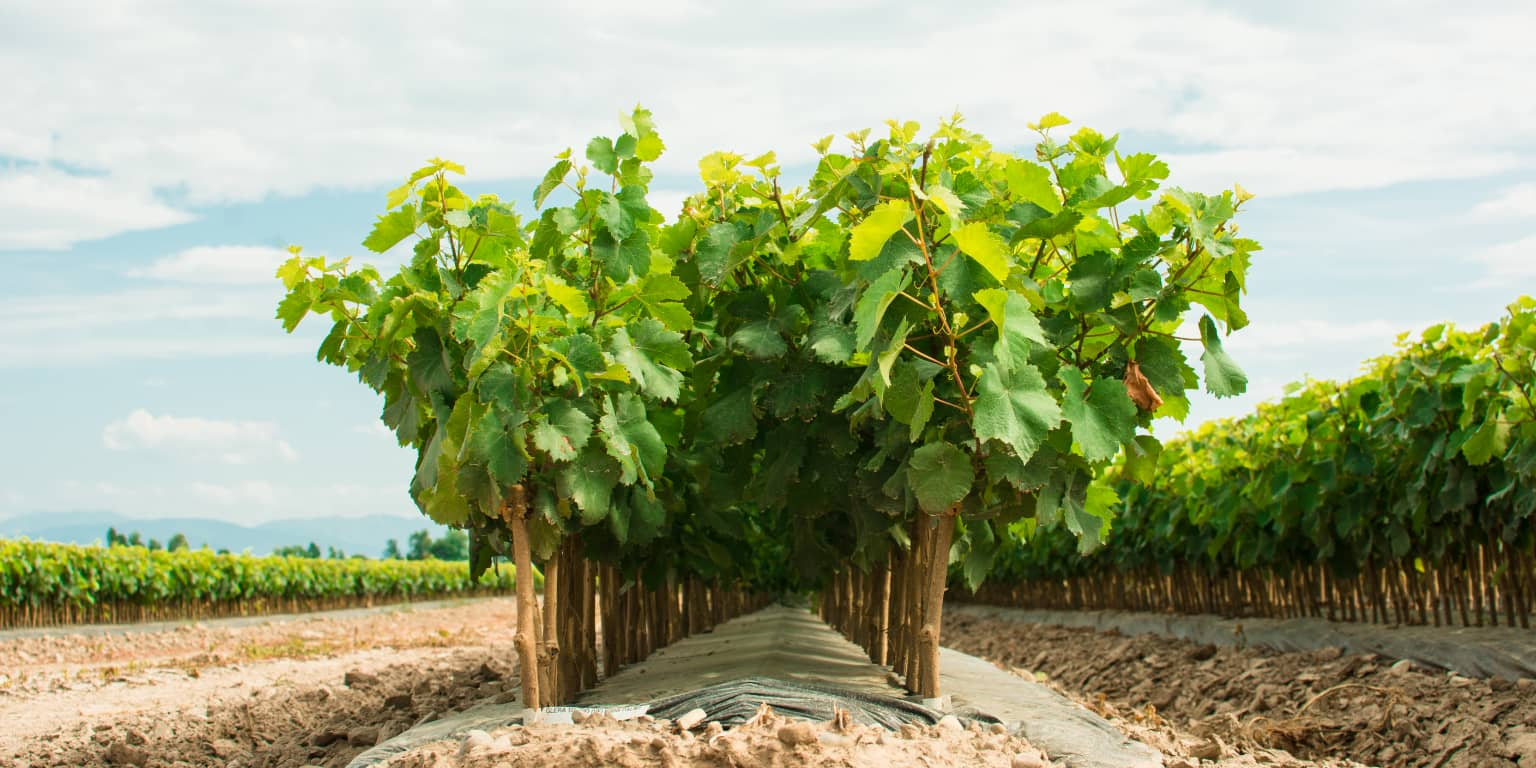
La barbatella (Vitis vinifera)

Rauscedo è diventata famosa per la produzione della piantina da vite (Vitis vinifera) che dà origine al vitigno. La barbatella (così chiamata per le radici nella parte inferiore e la chioma nella parte superiore che ne costituisce il germoglio) viene prodotta mediante innesto tra una marza di vite europea e un tralcio di vite americana. A Rauscedo, la produzione di barbatelle iniziò negli anni dieci del Novecento. La tecnica dell’innesto era già nota nel territorio di San Giorgio della Richinvelda e in qualche altro comune limitrofo ma fu a Rauscedo che ebbe un maggiore sviluppo fino a diventare, nei decenni successivi, l’attività economica di quasi la totalità della sua popolazione.
Colui che a Rauscedo diede l’avvio alla produzione di barbatelle fu l’ufficiale di posta Pietro D’Andrea (1875-1956). Nelle campagne i vitigni morivano a causa della filossera, pericolo parassita che attaccava i tralci. Dedito all’agricoltura, il D’Andrea, dopo varie sperimentazioni e suggerimenti, capì che il rimedio contro questo flagello fu quello di adottare la pratica di innestare una gemma nostrana e una portainnesti di vite americana. Egli si giovò di preziosi consigli che gli furono forniti da ricercatori locali impiegati nell’agricoltura e in particolare, come apprendiamo dalle sue memorie, degli insegnamenti di un giovane soldato veneto (un tale Sartori), tecnico dell’agricoltura, che nel dimorò per breve tempo nella sua abitazione, dopo la rotta di Caporetto del 1917 durante la Grande Guerra [8]. Pietro D’Andrea fu il primo ad intraprendere a Rauscedo l’”innesto al banco” delle barbatelle, inaugurando un’attività che col tempo si estese ad un sempre maggior numero di famiglie. Il D’Andrea venne riconosciuto per essere stato il …primo ad applicarsi alla professione di vivaista e che dietro a sé ha trascinato tutti gli altri. Nel corso degli anni circolarono altre teorie riguardanti l'origine dei primi innesti delle barbatelle a Rauscedo ma quella qui descritta sembra la più accreditata .

### Il vivaismo cooperativo: I V.C.R.

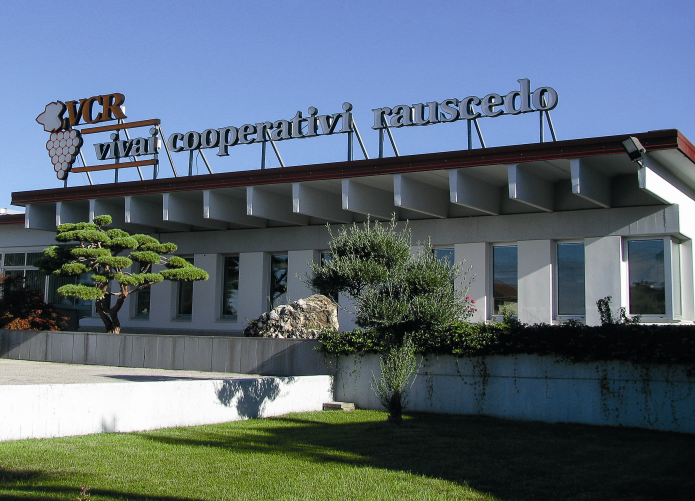
La sede dei Vivai Cooperativi Rauscedo (V.C.R.)

Con gli anni venti a Rauscedo la barbatella innestata si diffuse rapidamente fra i contadini. Nel 1923, Pietro D’Andrea costituì una cooperativa per la coltura della vite e per la lavorazione dei suoi prodotti. Alla società aderirono ventisei vivaisti. Ma alla fine del decennio si verificò una concorrenza sfrenata fra i produttori di barbatelle e quindi si cominciò a pensare di regolamentare l’attività della ormai folta schiera dei “vivaisti”, i produttori intensivi della pianta da vite orientati oramai alla commercializzazione su una scala quasi industriale del prodotto. A tale scopo nacque nel 1931 la società di fatto “Vivai Cooperativi Rauscedo” fondata e diretta dallo stesso Pietro D’Andrea. La società si prefiggeva il compito di riunire in una società cooperativa tutti i produttori di barbatelle di Rauscedo e indirizzarli, secondo regole unitarie, alla produzione delle barbatelle, alla vendita del prodotto, alla mutua assistenza tra i soci, alla gestione diretta dei terreni destinati alla produzione del legno selvatico.
Il 15 febbraio 1933 furono fondati i Vivai Cooperativi Rauscedo quale società giuridica con 89 soci e come primo presidente Luigi Basso. La sua sede fu nei locali della Latteria Sociale. Qualche anno dopo, i V.C.R. trasferirono la propria sede a villa Crovato-D’Agostinis e nel 1937 fu costruito l’edificio (che oggi ospita i locali della cooperativa di consumo) in piazza delle Cooperative e dove si può ancora leggere sul muro la scritta “Vivai Cooperativi” conservata ancora come un tempo. Nel 1968 l’azienda trasferì la propria sede direttiva e amministrativa in un grande edificio con magazzino posto subito dietro su terreni di proprietà della famiglia Crovato. Nel 1983, per le celebrazioni del 50º anniversario è stato innalzato sul piazzale anteriore della sede V.C.R. il monumento ai padri fondatori, opera dello scultore Celiberti.
A Rauscedo va attribuito il merito di aver sviluppato al meglio la pratica al banco, affinando le capacità di produzione e di averla estesa a una gran parte delle famiglie del paese, portando, col passare degli anni, alla nascita di una organizzatissima società vivaistica di più ampia struttura: I Vivai Cooperativi Rauscedo, organismo cooperativo, mutualistico e famigliare più grande al mondo per numero di soci e per quantità di barbatelle innestate.
Nel corso degli anni, sorsero a Rauscedo altre aziende private, a conduzione famigliare, dedite alla produzione delle barbatelle da innesto.

### La sperimentazione: Il V.C.R. Research Center
Il V.C.R. Research Center è un’azienda dei V.C.R. sorta nel 2019 allo scopo di sperimentare cloni per la creazione di nuove varietà di viti e di prodotti vinicoli. L’idea di applicare all’agricoltura la ricerca sperimentale nacque a Rauscedo nella seconda metà degli anni sessanta. Alfiere di questo progetto fu il dottor Ruggero Forti di Venezia, direttore tecnico dei Vivai Cooperativi Rauscedo, il quale nel 1969 impiantò vigneti sperimentali realizzando i primi cloni e nel 1972 inaugurò la prima sede del Centro Sperimentale Casa 40, situata nell’omonima zona a nord del paese, dove accanto ad essa fu avviato il nuovo Research Center.

## Geografia antropica
Rauscedo è collocato nella parte ovest-sud-ovest del territorio della Richinvelda e confina a sud con Domanins, a est con il capoluogo San Giorgio, a nord con il comune di Spilimbergo, a ovest con il torrente Meduna e il comune di Vivaro. Il paese è costituito da località e borgate storiche: Il Borc, le Angoris, gli Erbai, la Villa, le Rivotte, i Pascus, piazza delle Cooperative, l’area tra via San Giovanni e il vecchio Mulino un tempo contesa con Domanins.

## Lingue e dialetti
A Rauscedo, accanto alla lingua italiana, la popolazione utilizza il friulano occidentale, una variante della lingua friulana. Nel territorio comunale di San Giorgio della Richinvelda vige la Legge regionale 18 dicembre 2007, n. 29 "Norme per la tutela, valorizzazione e promozione della lingua friulana".

## Eventi
- Luglio: processione della Madonna del Carmelo. Torneo sportivo amatoriale “Dai un calcio alla povertà”.
- Ciantada sot il porton. Rassegna canora estiva della rinomata Corale di Rauscedo.
- 8 settembre: Fiesta di pais, festa patronale nel cortile della canonica.
- Ottobre: Le Radici del vino. Rassegna viti-vinicola nella seconda domenica del mese.
- Novembre: Festa del ringraziamento.